# Apothicairerie de Besançon
L'apothicairerie de Besançon est l'une des plus remarquables apothicaireries du XVIIe siècle de France, actuel musée, avec une collection de faïences du XVIIe siècle et XVIIIe siècle constituée vers 1680 par l’apothicaire Gabriel Gascon à l'hôpital Saint-Jacques à Besançon en Franche-Comté.

## Historique
La « pharmacie de Gascon » (du nom de son fondateur) est constituée de deux salles séparées par un corridor :
- L’apothicairerie, avec des frises présentant des peintures imitant le marbre, des boiseries rehaussées d’or, des étagères, rayonnages, placards, tiroirs et vitrines décorées de pilastres sculptés, et une belle collection de faïences à décor bleu et fleurs jaunes des ateliers de Lyon, Nevers, de la fin du XVIIe siècle.

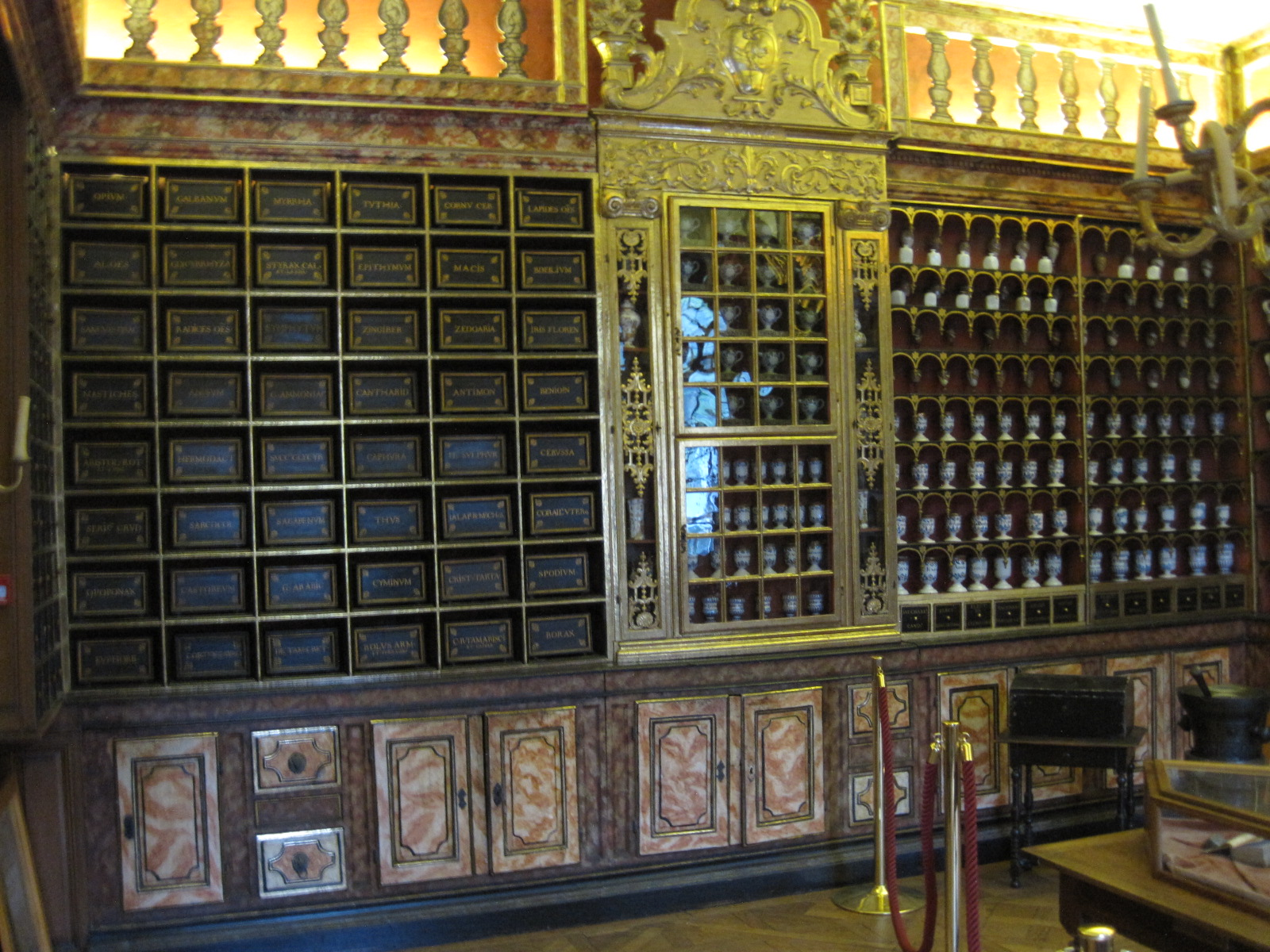
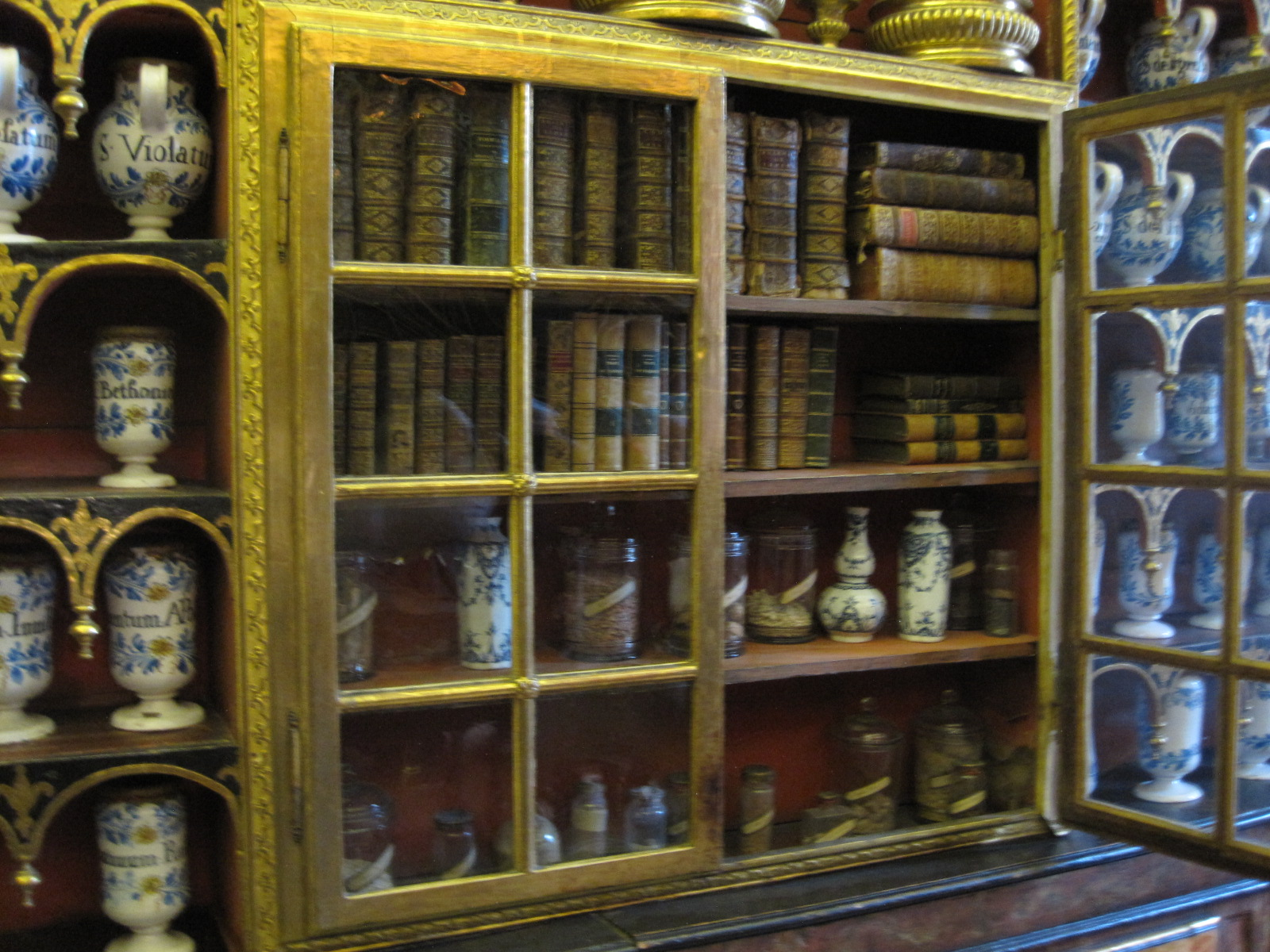
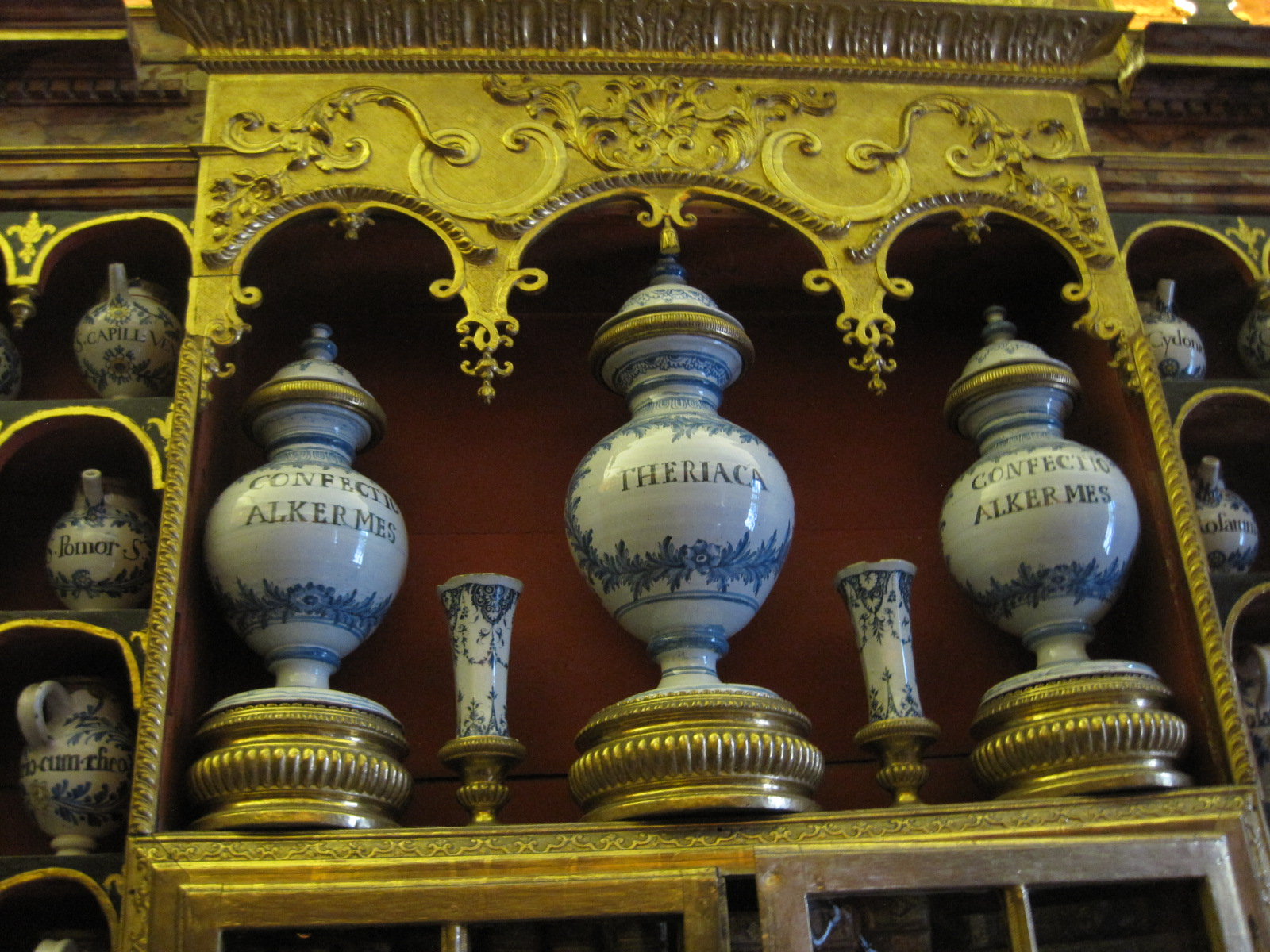
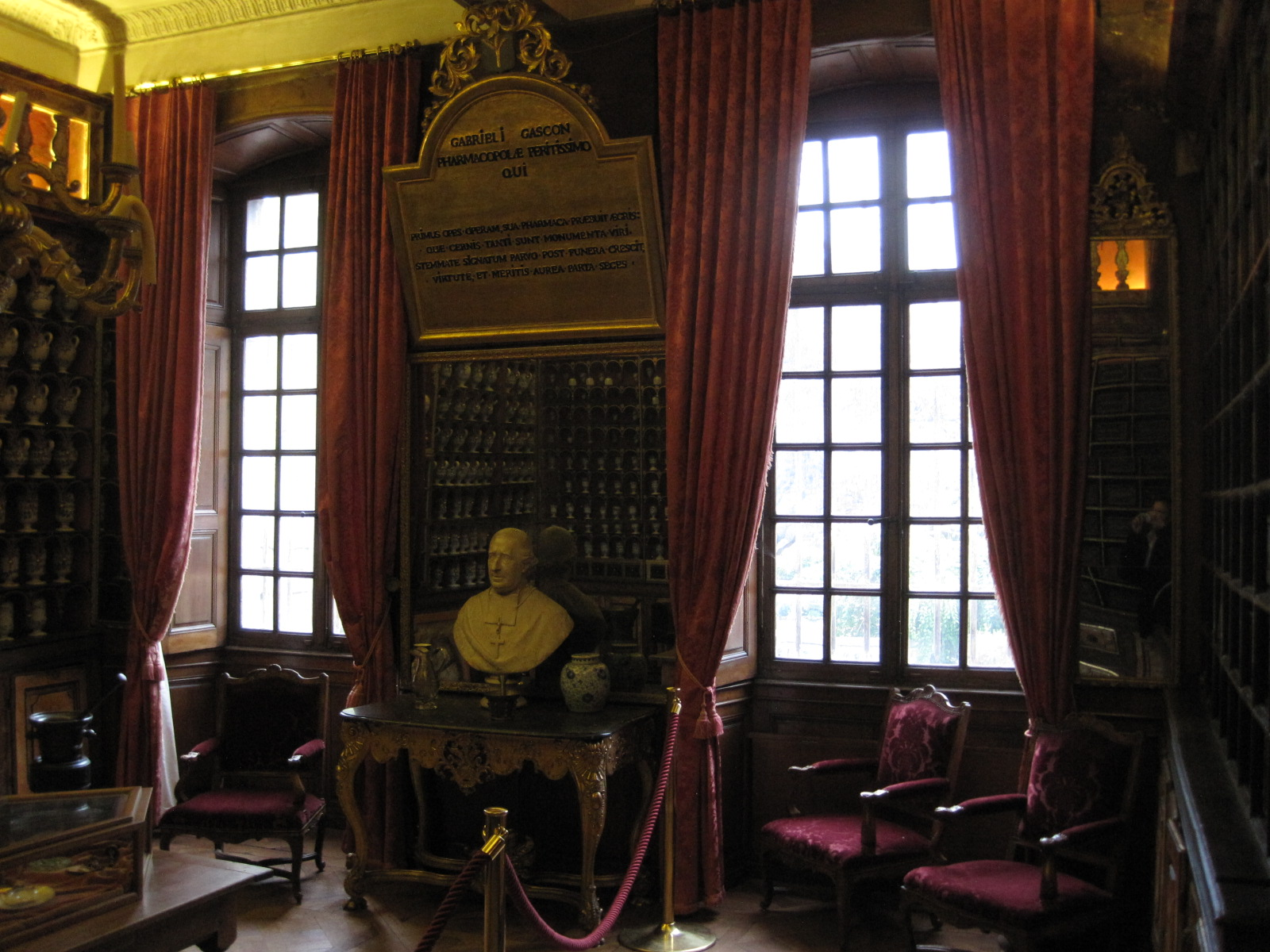

- Une salle de préparation (cuisine) où les apothicaires préparaient les potions, onguents, pilules etc avec alambics, chaudrons, grande cheminée, poêle en faïence...

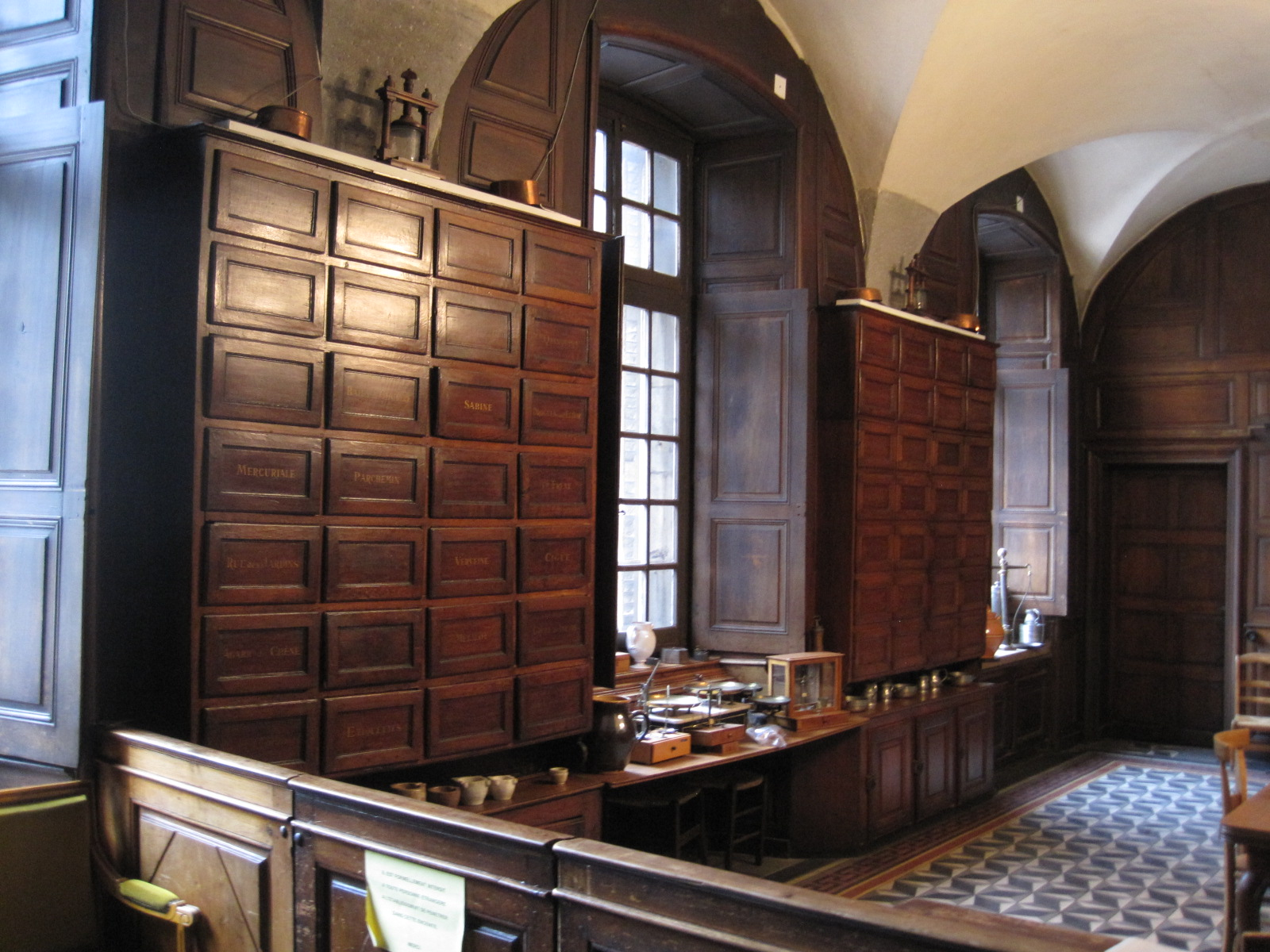
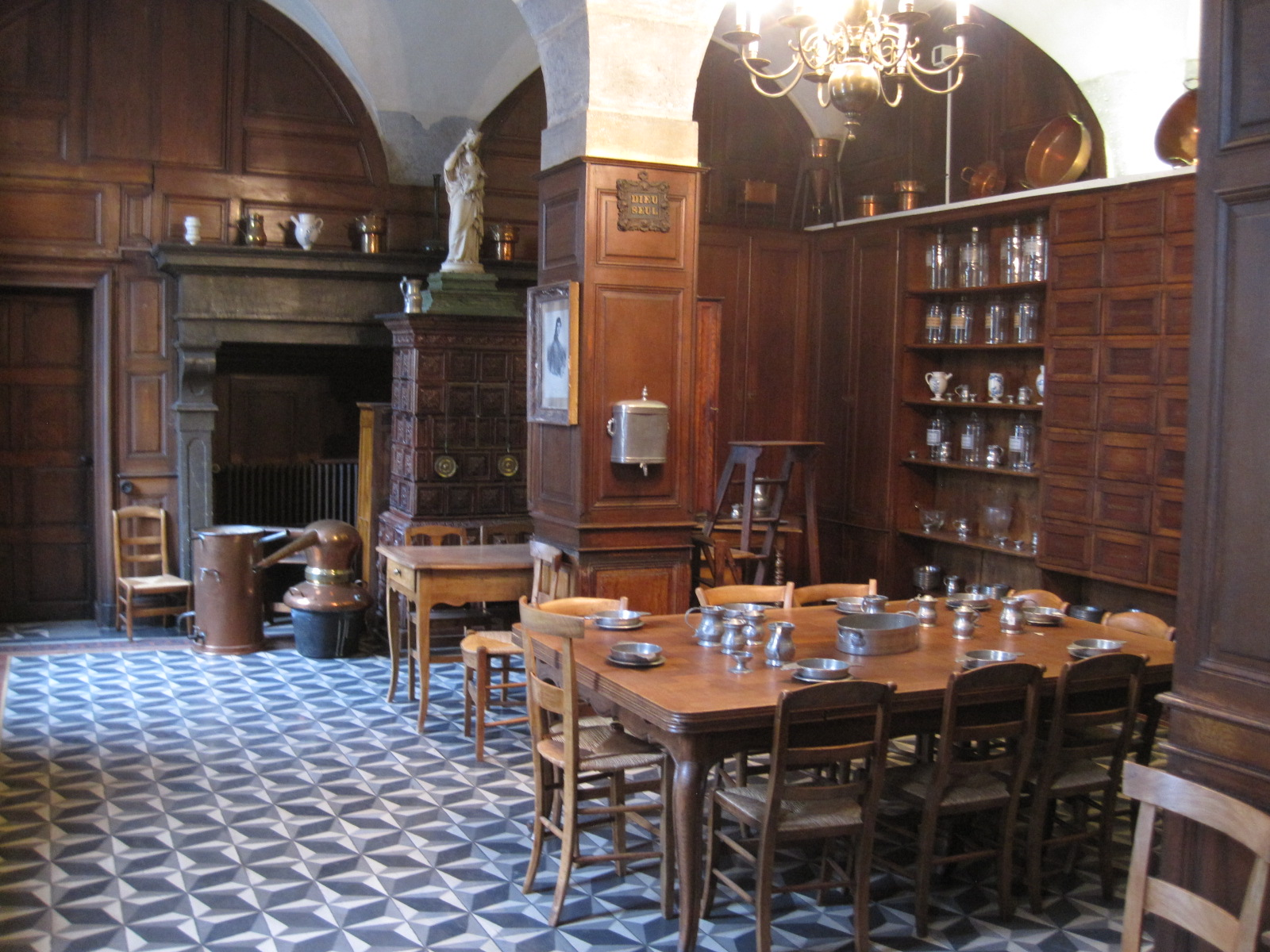
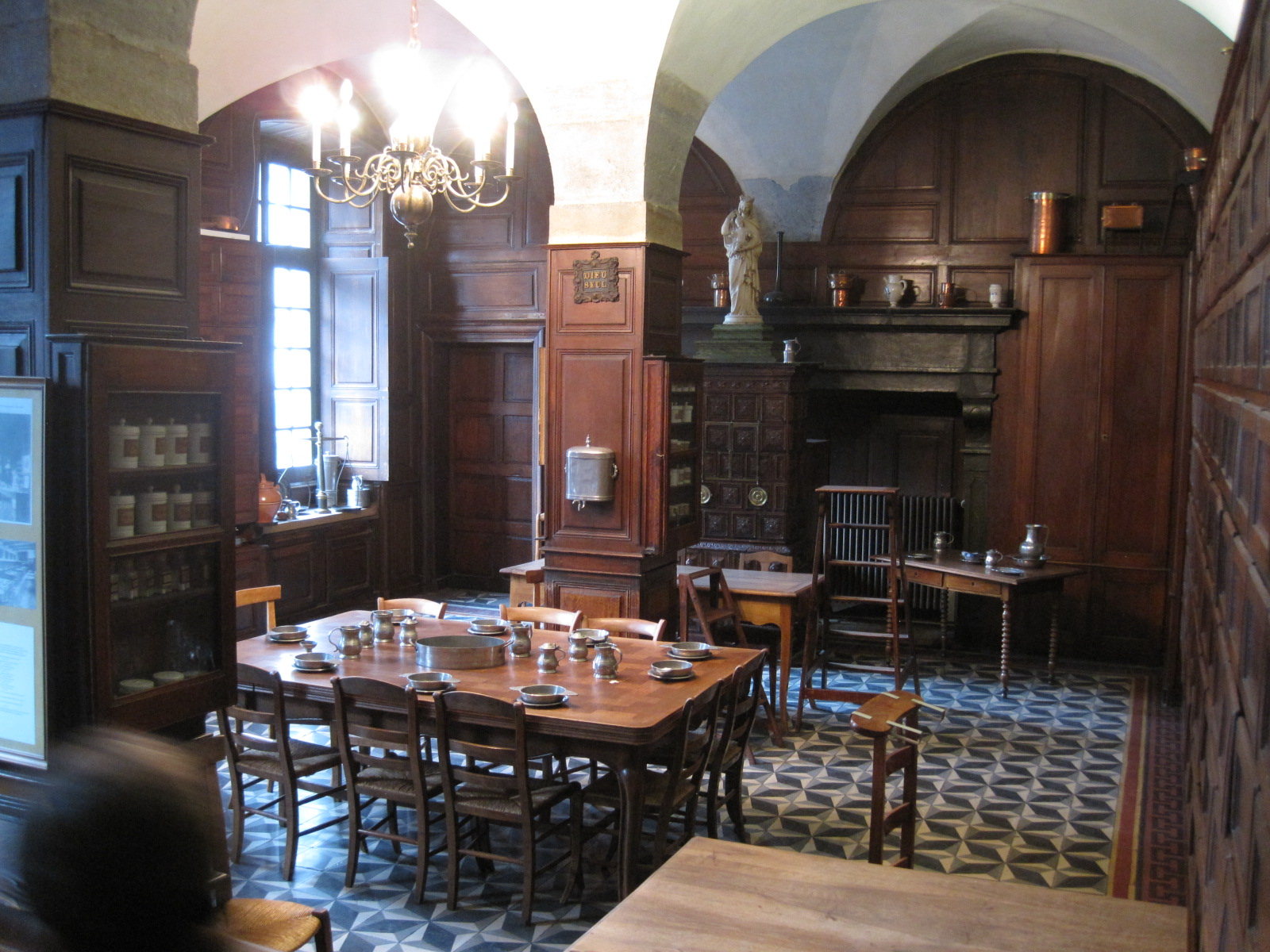
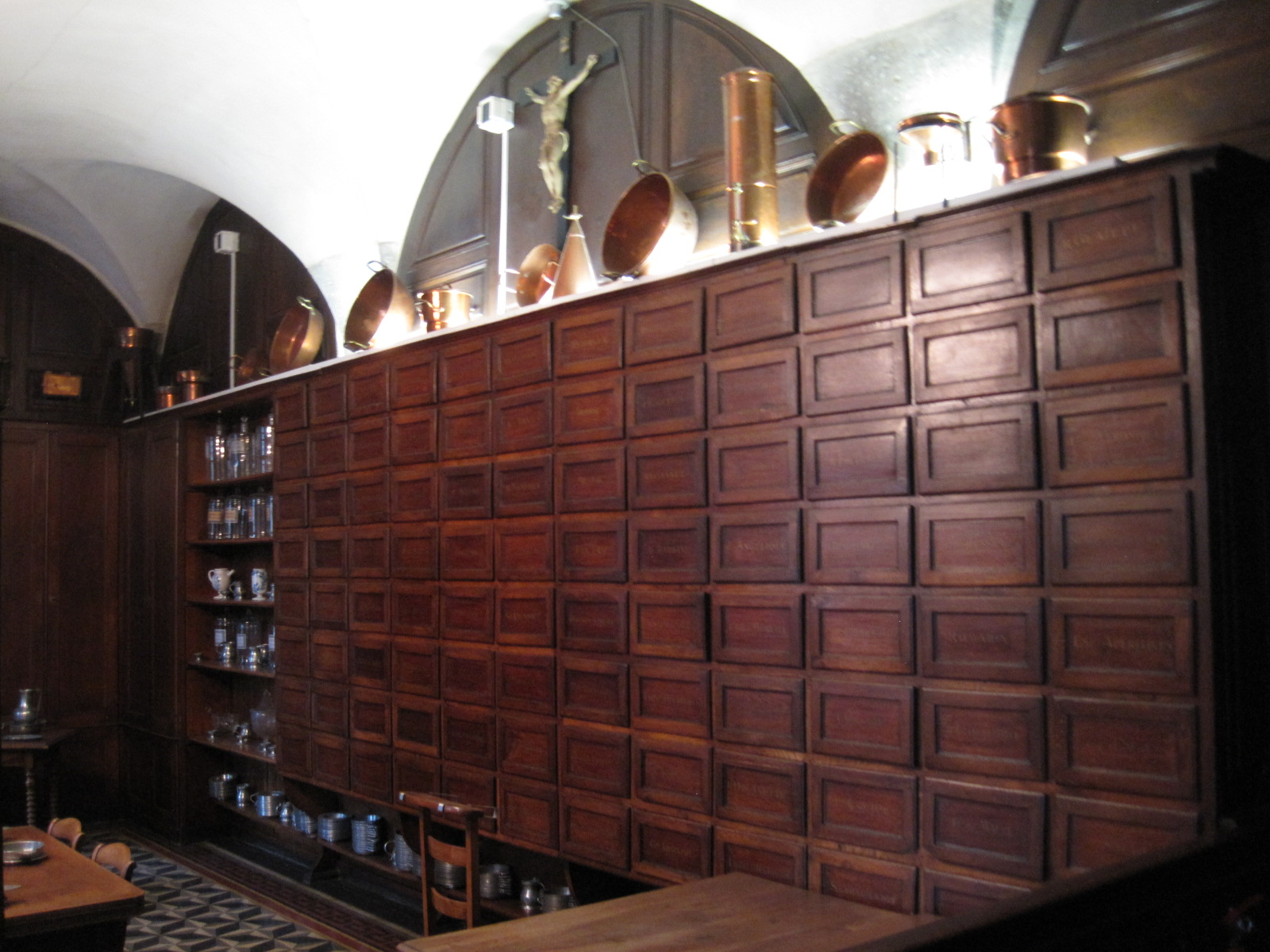

L'apothicairerie fut léguée à l'hôpital par son fondateur en 1692.